# Fredrik Norrena
Frederik Jan Ellis Norrena (Jakobstad, 29 novembre 1973) è un allenatore di hockey su ghiaccio ed ex hockeista su ghiaccio finlandese.

## Carriera

### Giocatore

#### Club
Cresciuto nell'IFK Lepplax (all'epoca in II-divisioona, la quarta serie finlandese), passò nel 1992-1993 al TPS Turku, dove giocò (con qualche intermezzo in prestito a farm team e una stagione, il 1997-1998, al Lukko Rauma) fino al 2002. Col TPS vinse quattro titoli (1995, 1999, 2000 e 2001), cui si aggiungono due secondi posti (1994 e 1996), ed una edizione della Coppa dei campioni (1993-1994).
Dal 2002 al 2006 giocò nel massimo campionato svedese, l'Elitserien, la prima stagione con il Frölunda HC (con cui vinse il titolo), nelle successive con il Linköpings HC.
Nel maggio 2006 i Tampa Bay Lightning, che lo avevano scelto al Draft 2002, lo misero sotto contratto per la stagione successiva, ma dopo un mese dalla firma lo scambiarono con i Columbus Blue Jackets (assieme a Fredrik Modin) per Marc Dennis. Coi Blue Jackets giocò fino al dicembre del 2008, raccogliendo complessivamente 100 presenze in NHL.
Tornò in Europa, grazie ad un accordo con l'Ak Bars Kazan in KHL, con cui terminò la stagione 2008-2009 vincendo la Coppa Gagarin. Tornò poi al Linköpings HC, dove giocò per tre stagioni. Rimase in Svezia anche per la stagione 2012-2013, ma al Växjö Lakers Hockey.
Ha chiuso la carriera da giocatore al termine della stagione 2013-2014, per la quale era tornato in patria, con la maglia del TPS Turku.

#### Nazionale
Tra il 2002 ed il 2007 ha preso parte a cinque edizioni dell'Euro Hockey Tour, cinque edizioni del campionato del mondo (migliori risultati un bronzo nel 2006 ed un argento nel 2007) ed una dei Giochi olimpici invernali (argento a Torino 2006).

### Allenatore
Dopo il ritiro è divenuto allenatore dei portieri della prima squadra e dell'Under-20 del TPS Turku.
Nel 2019 è stato nominato assistente allenatore dell'Under-20 sempre del TPS, venendo poi promosso allenatore capo il 29 novembre 2021.

## Palmarès

### Club
- Coppa dei campioni: 1

TPS Turku:1993-1994
- Campionato finlandese: 4

TPS Turku: 1994-1995, 1998-1999, 1999-2000, 2000-2001
- Campionato svedese: 1

Frölunda HC: 2002-2003
- Coppa Gagarin: 1

Ak Bars Kazan': 2008-2009